# Императорское Русское военно-историческое общество
Императорское Русское военно-историческое общество, основанное в 1907 году, ставило своей целью изучение военно-исторического прошлого русского народа во всех его проявлениях, объединение подданных Российской империи для изучения и сохранения сведений о военной истории, поиск и археологические исследования мест сражений прошлого, создание и описание военно-исторических музеев, коллекционирование военной формы, оружия и атрибутики, публикация сведений о наследии предков и текущих событиях.

## История
Первое общее собрание членов-учредителей Русского военно-исторического общества состоялось 7 апреля 1907 года. Четыре месяца спустя, в августе, был утверждён его устав. А в конце сентября Николай II принял звание почётного председателя РВИО и позволил ему именоваться Императорским.

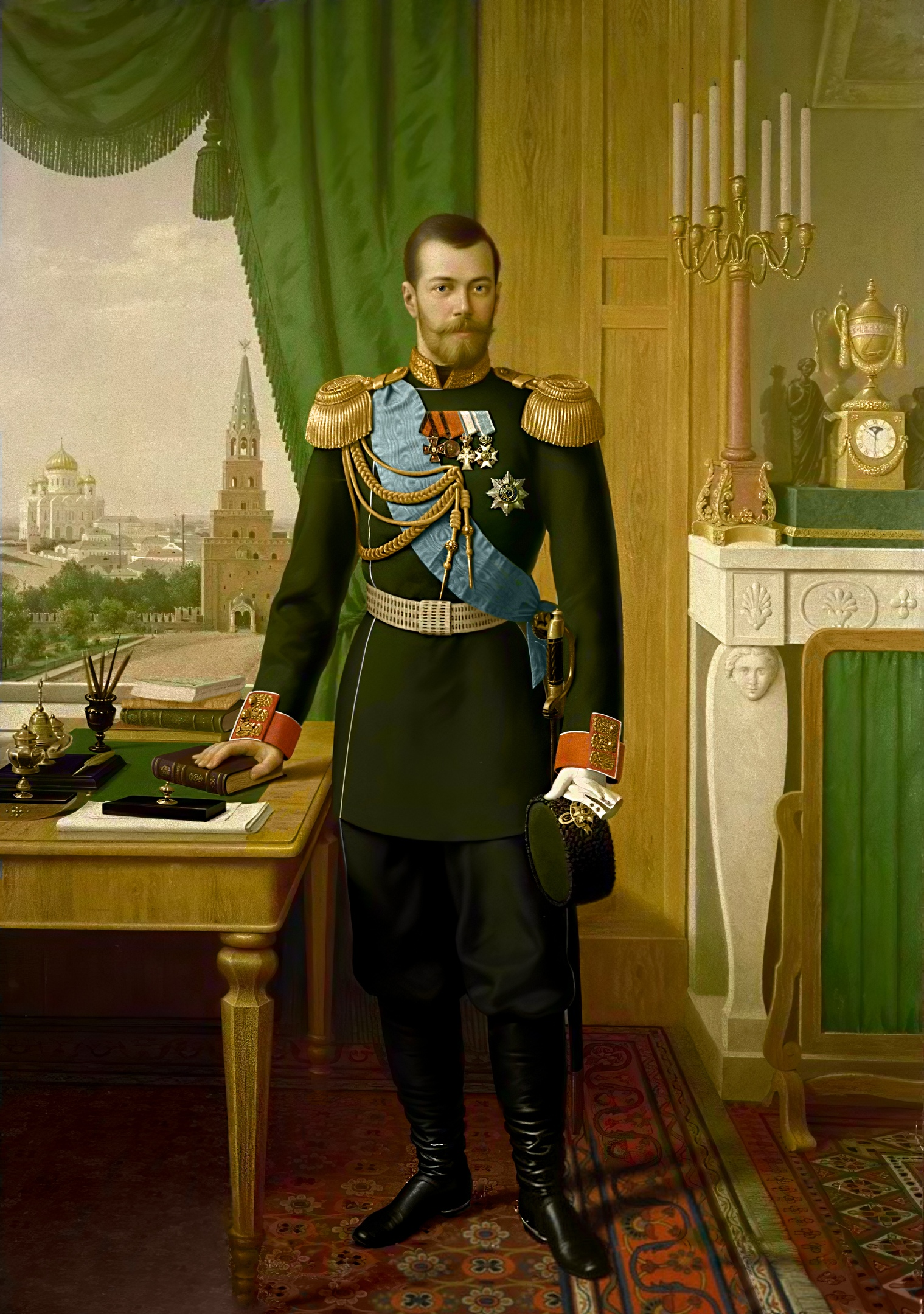
Николай II

Руководил обществом совет, состоявший из 12 человек, избиравшихся закрытым голосованием на общем собрании.

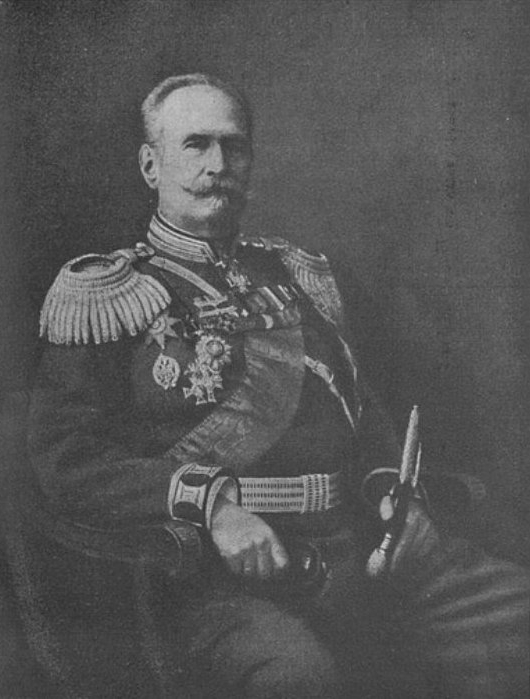
Д. А. Скалон

Председателем совета был избран генерал от кавалерии Дмитрий Антонович Скалон. Должность первого товарища председателя занимал генерал от инфантерии Александр Захарович Мышлаевский, а с 1912 года — генерал-лейтенант Николай Петрович Михневич. Оба они совмещали указанный выборный пост с должностью начальника Главного штаба, что обеспечивало официальные и неофициальные связи общества.
Денежное обеспечение деятельности общества слагалось из ежегодных членских взносов (5 рублей для действительных членов, 3 рубля для членов-сотрудников), частных пожертвований, доходов от изданий и пособий казны.
Периодическим органом был ежемесячный «Журнал императорского Русского военно-исторического общества». Общество выпускало также «Труды Императорского русского военно-исторического общества» (1909—1912) и «Записки разряда военной археологии и археографии» (1911—1914).
С началом Первой мировой войны деятельность общества была сведена до минимума, так как практически все его члены отправились на фронт. Формально общество продолжало существовать вплоть до Октябрьской революции.

## РВИО
В 2012 году, по указу президента РФ № 1710 от 29 декабря 2012 года, было создано Российское военно-историческое общество, считающее себя преемником Императорского Русского военно-историческое общества. 14 марта 2013 года в Москве состоялся его учредительный съезд. В работе съезда принял участие президент Российской Федерации Владимир Путин, председателем совета общества избран министр культуры России Владимир Мединский.